# Luigi Einaudi
Luigi Numa Lorenzo Einaudi (Carrù, 24 marzo 1874 – Roma, 30 ottobre 1961) è stato un politico, economista e giornalista italiano, secondo Presidente della Repubblica Italiana (il primo a essere eletto dal Parlamento italiano). Fu membro dell'Assemblea Costituente. Intellettuale ed economista di fama mondiale, Luigi Einaudi è considerato uno dei padri della Repubblica Italiana. Ebbe tre figli, Giulio (che fondò la famosa casa editrice che porta il suo nome, la Giulio Einaudi Editore), Roberto (ingegnere e imprenditore) e Mario (politologo e docente universitario).
Vicepresidente del Consiglio dei ministri, ministro delle finanze, del tesoro e del bilancio nel IV Governo De Gasperi, tra il 1945 e il 1948 fu Governatore della Banca d'Italia.
Come capo dello Stato ha conferito l'incarico a quattro presidenti del Consiglio dei ministri: Alcide De Gasperi (1948-1953), Giuseppe Pella (1953-1954), Amintore Fanfani (1954) e Mario Scelba (1954-1955); ha nominato otto senatori a vita: nel 1949 Guido Castelnuovo e Arturo Toscanini (che rinunciò alla nomina), nel 1950 Pietro Canonica, Trilussa, Gaetano De Sanctis e Pasquale Jannaccone, infine nel 1952 Luigi Sturzo e Umberto Zanotti Bianco.

## Biografia

### Giovinezza e istruzione
Nasce a Carrù (in provincia di Cuneo) al n. 18 del corso che ora prende il suo nome, da Lorenzo, originario di San Damiano Macra, concessionario della riscossione delle imposte, e Placida Fracchia, e viene registrato allo Stato Civile coi nomi di Luigi, Numa e Lorenzo. Rimasto orfano di padre nel 1888, si trasferisce a Dogliani, paese natale della madre.
Dopo aver studiato a Savona, viene mandato al Convitto nazionale Umberto I di Torino e si diploma al Liceo classico Cavour della stessa città col massimo dei voti, per poi compiere gli studi universitari presso l'ateneo torinese, dove frequenta il Laboratorio di Economia Politica di Salvatore Cognetti de Martiis.

### Matrimonio e Discendenza

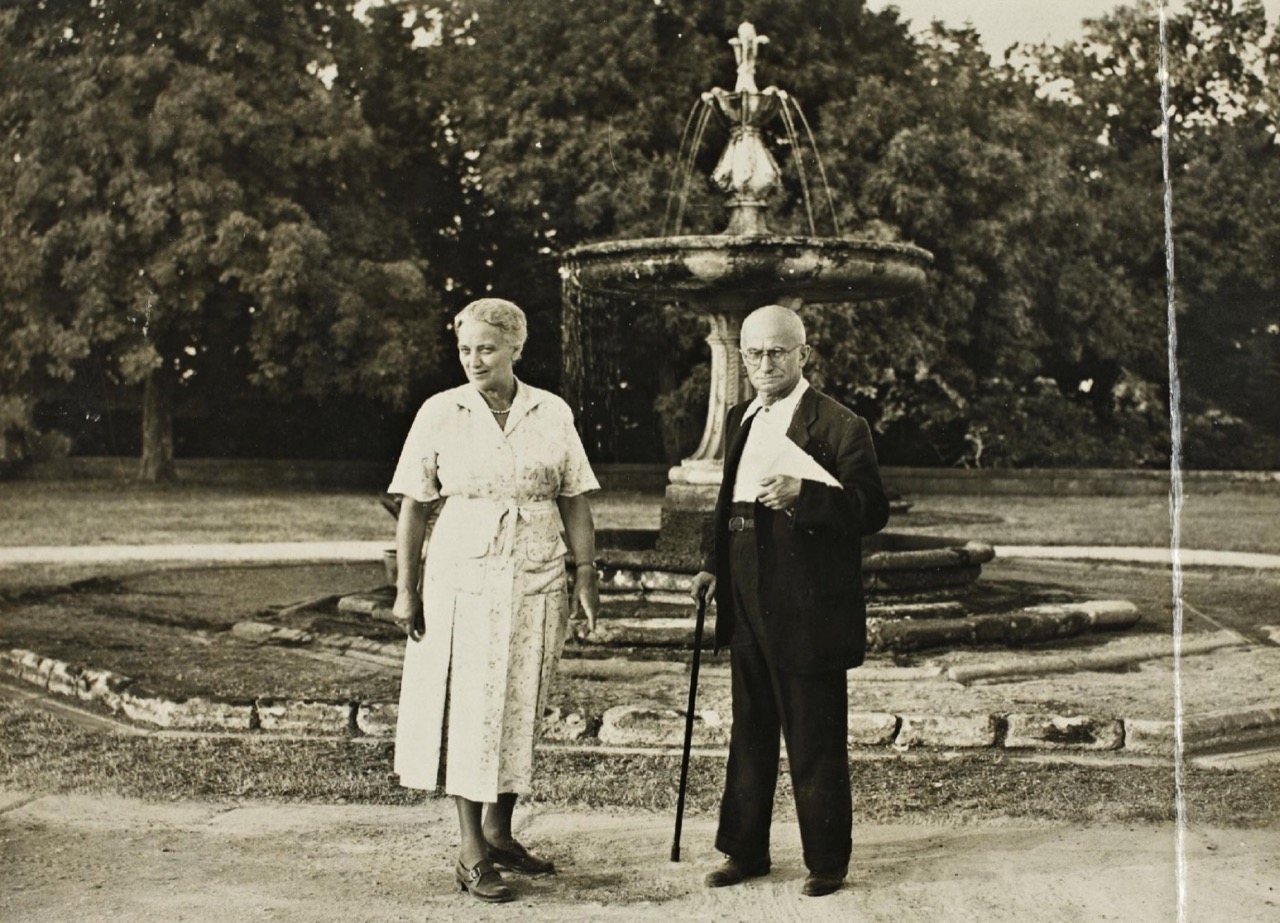
Luigi Einaudi e Ida Pellegrini

Nel 1903 Einaudi, fatto convocare il conte Giulio Pellegrini di Pescantina a scuola, gli chiese il permesso di sposare la figlia Ida, sua allieva, così i due convolarono a nozze il 19 dicembre di quello stesso anno.
Il loro salotto di Torino accoglieva ogni giovedì gli esponenti della cultura intellettuale piemontese.
Il presidente Luigi Einaudi e Donna Ida ebbero cinque figli, di cui solo tre sopravvissero all'età adulta:
- Mario, politologo;
- Roberto, ingegnere e imprenditore;
- Maria Teresa (1909-1910);
- Giulio, che diventerà famoso editore;
- Lorenzo (1917-1919).

### Attività politica

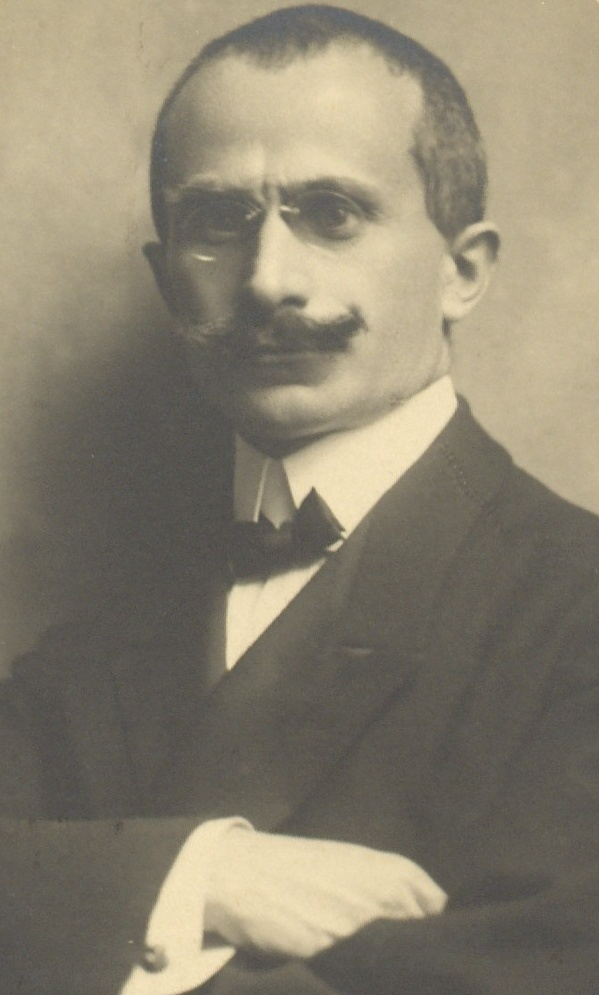
Luigi Einaudi in un ritratto fotografico del 1919

Nel periodo degli studi universitari, Einaudi si avvicina al movimento socialista e collabora con la rivista Critica sociale, diretta da Filippo Turati. La collaborazione con Critica sociale dura un decennio e si conclude col distacco dai socialisti e il progressivo spostamento, a partire dai primi anni del Novecento, su posizioni sempre più apertamente liberiste. Nel 1895 ottiene la laurea in giurisprudenza. Copre la cattedra di scienza delle finanze all'Università di Torino, l'incarico di legislazione industriale ed economica politica al Politecnico di Torino e l'incarico di scienza delle finanze all'Università Bocconi di Milano.
Il 6 ottobre 1919 è nominato senatore del Regno su proposta di Francesco Saverio Nitti. Nel 1919, insieme con Giovanni Gentile e Gioacchino Volpe, è tra i firmatari del manifesto del "Gruppo Nazionale Liberale" romano, che, insieme con altri gruppi nazionalisti e di ex combattenti, forma l'"Alleanza Nazionale per le elezioni politiche", il cui programma politico prevede la rivendicazione di uno «Stato forte», anche se provvisto di larghe autonomie regionali e comunali, capace di combattere la metastasi burocratica, i protezionismi, il radicalismo democratico, rivelatosi «inetto a tutelare i supremi interessi della Nazione, incapace di cogliere e tanto meno interpretare i sentimenti più schietti e nobili». Europeista ante litteram, nel 1920 raccoglie alcuni suoi articoli pubblicati sul Corriere della Sera, in cui prospettava e auspicava un'Europa federata, nel volume Lettere di Junius.
La ripresa della politica protezionista da parte del quinto governo Giolitti (D.L. 9 giugno 1921 sulla tariffa doganale) avvicina Einaudi al programma economico e finanziario del fascismo, più classicamente liberale, di cui era interprete Alberto De Stefani, che poi diverrà ministro delle Finanze nel governo Mussolini. Una volta in carica, infatti, De Stefani provvide subito alla restituzione all'esercizio privato di tutte le funzioni economiche assunte dallo Stato durante la guerra, l'affidamento dei telefoni a compagnie private e la riduzione al minimo dei servizi marittimi sovvenzionati, in linea coi principi liberali di Einaudi.
Alla condivisione per la politica economica di De Stefani, tuttavia, corrisponde, da parte di Einaudi, una sempre maggior diffidenza per i progetti di riforma costituzionale di Mussolini. A partire, infatti, dalla proposizione e dall'approvazione in Parlamento della legge elettorale maggioritaria e, soprattutto, dopo il delitto Matteotti, Einaudi si colloca politicamente a difesa dello Stato liberale pre-fascista.
Con l'avvento della dittatura fascista è costretto a limitare la sua attività accademica e a interrompere quella politica. Nel novembre del 1924 aderisce all'Unione Nazionale di Giovanni Amendola e, nel 1925, è tra i firmatari del Manifesto degli intellettuali antifascisti, redatto da Benedetto Croce. Alla fine dello stesso anno si dimette da collaboratore del Corriere della Sera, già fascistizzato, a seguito dell'allontanamento di Luigi Albertini. L'anno dopo, ormai inviso al regime, viene estromesso dall'insegnamento all'Università Bocconi e al Politecnico di Torino. Nel 1931 è convinto da Benedetto Croce a mantenere almeno la cattedra universitaria della facoltà di giurisprudenza di Torino, nonostante l'obbligo di prestare giuramento di fedeltà al fascismo "per continuare il filo dell'insegnamento secondo l'idea di libertà". Einaudi giura, onde evitare che il suo posto sia occupato da un professore fascista.
Al Senato fa parte dei 46 senatori che votano contro la legge elettorale che sancisce la lista unica formata dal Gran consiglio del fascismo (1928); non partecipa alla votazione per la ratifica dei Patti Lateranensi e vota contro l'ordine del giorno favorevole alla guerra d'Etiopia e contro le leggi razziali del 1938.
Poco dopo la caduta del fascismo, il 31 agosto 1943 viene nominato rettore dell'Università di Torino; torna a collaborare col Corriere della Sera. Dopo l'8 settembre (e la conseguente invasione dell'Italia da parte dei nazisti) si rifugia in Svizzera, dove scrive le Lezioni di politica sociale e si tiene in corrispondenza con molti intellettuali antifascisti, tra i quali Ernesto Rossi e Altiero Spinelli, autori del «Manifesto di Ventotene». Aderisce al Movimento Federalista Europeo, fondato da questi ultimi, e scrive, per l'MRP, I problemi economici della federazione europea (Lugano, 1944). Rientra in Italia il 9 dicembre 1944; in questo periodo redige una serie di articoli economici e politici per il Risorgimento Liberale.
Nominato Governatore della Banca d'Italia, ricopre l'incarico dal 5 gennaio 1945 all'11 maggio 1948. Per la sua competenza nelle materie economiche, viene nominato componente della Consulta Nazionale dal 1945 al 1946. Il 24 maggio 1946, alla vigilia del referendum istituzionale, Luigi Einaudi dichiara pubblicamente la sua preferenza per la monarchia sul quotidiano L'Opinione, in un articolo a quattro colonne dal titolo Perché voterò per la monarchia. 
Viene eletto deputato all'Assemblea Costituente nel 1946 come rappresentante dell'Unione Democratica Nazionale e dà un autorevole contributo ai lavori. È senatore di diritto del Senato della Repubblica nel 1948, ai sensi della terza disposizione transitoria della Costituzione. Nel IV Governo De Gasperi (1947-1948), Einaudi è vicepresidente del Consiglio dei ministri (conservando la carica di Governatore della Banca d'Italia) e prima Ministro delle Finanze e del Tesoro, poi, con lo scorporo di alcune funzioni dal Ministero del Tesoro e la creazione dei nuovi ministeri delle Finanze e del Bilancio, viene spostato al Ministero del Bilancio (1947).
La sua politica economica di quegli anni, caratterizzata da una diminuzione della tassazione interna e dei dazi doganali, pose le basi per il boom economico degli anni cinquanta e sessanta.

### Presidenza della Repubblica

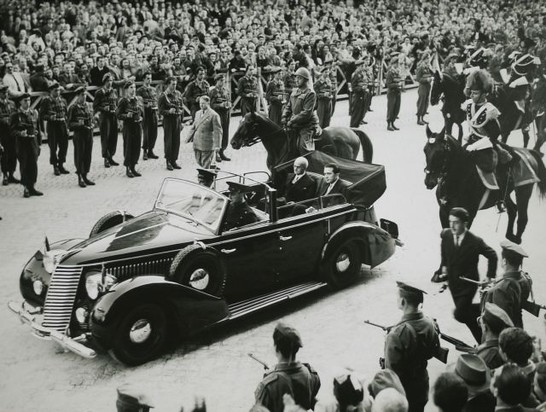
Luigi Einaudi giunge a Montecitorio, accompagnato da Giulio Andreotti, a bordo dell'automobile presidenziale per prestare giuramento come Presidente della Repubblica

Per l'elezione del Presidente della Repubblica nel 1948, il presidente del Consiglio Alcide De Gasperi aveva candidato il ministro degli Esteri Carlo Sforza; la candidatura era appoggiata anche da una parte del fronte democratico-laico, ma incontrava la netta opposizione delle sinistre. Sebbene sulla carta disponesse della maggioranza dei votanti, Sforza non riuscì a ottenere il voto di tutti i parlamentari democristiani: contraria era in particolare la corrente di sinistra guidata da Giuseppe Dossetti, storico fondatore del movimento che, appunto da lui, prese il nome di "dossettismo".
Dopo i primi due scrutini, la dirigenza democristiana prese atto delle difficoltà incontrate dal ministro repubblicano e decise di candidare Einaudi. La nuova candidatura incontrò anche la disponibilità dei liberali e dei socialdemocratici a sostenerla e lo statista piemontese fu eletto Presidente della Repubblica l'11 maggio 1948, al quarto scrutinio, con 518 voti su 872 (59,4%).

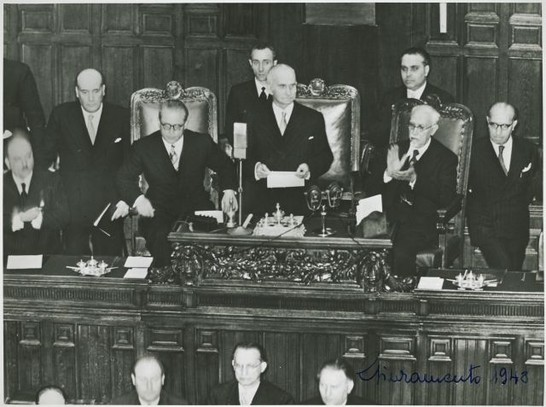
Giuramento di Luigi Einaudi come Presidente della Repubblica Italiana, 12 maggio 1948

Nel suo discorso di insediamento, Einaudi dichiarò che, pur essendosi espresso per la monarchia in occasione del referendum istituzionale, nel biennio costituente aveva dato al regime repubblicano "qualcosa di più di una mera adesione", avendo constatato che il trapasso tra le due forme istituzionali era avvenuto in maniera perfettamente legale e pacifica, dimostrando che il popolo italiano fosse ormai maturo per la democrazia. Proseguì inoltre ribadendo il suo impegno, appena stretto col giuramento di rito, a farsi tutore della più scrupolosa osservanza di tutte le istituzioni alla Costituzione della Repubblica.

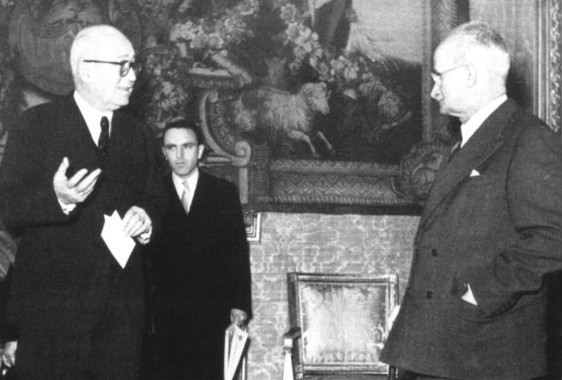
Einaudi (a destra) negli anni 1950 a colloquio al Palazzo del Quirinale con l'imprenditore Oscar Sinigaglia (a sinistra)

Luigi Einaudi inaugurò l'esercizio del potere del Presidente della Repubblica di rinvio delle leggi alle Camere per riesame (art. 74 della Costituzione) e lo fece quattro volte. Le prime due volte il 9 aprile 1949, per mancata indicazione dei mezzi di copertura finanziaria, ai sensi dell'art. 81 della Costituzione. La terza volta l'11 gennaio 1950, quando rinviò alle Camere la legge sull'immissione in ruolo degli incaricati di funzioni giurisdizionali, eccependo la violazione della norma costituzionale che prescrive l'obbligo del concorso pubblico per la nomina dei magistrati (art. 106 della Costituzione). In tal caso, il Parlamento riapprovò inalterato il testo legislativo e il Presidente, come da norma costituzionale, fu costretto a promulgarlo. Il quarto rinvio della Presidenza Einaudi fu molto più penetrante e fissò un margine di discrezionalità assai ampio che costituì un precedente importante per i suoi successori. Einaudi, infatti, nel novembre del 1953 rinviò alle Camere la normativa che prorogava gli effetti dei diritti e dei compensi dovuti al personale dei Ministeri delle Finanze, del Tesoro e della Corte dei Conti (cosiddetti "diritti casuali"), per motivi di mera opportunità. Dopo un dibattito acceso, il Parlamento preferì riformare il testo approvato, riordinando completamente l'intera materia.

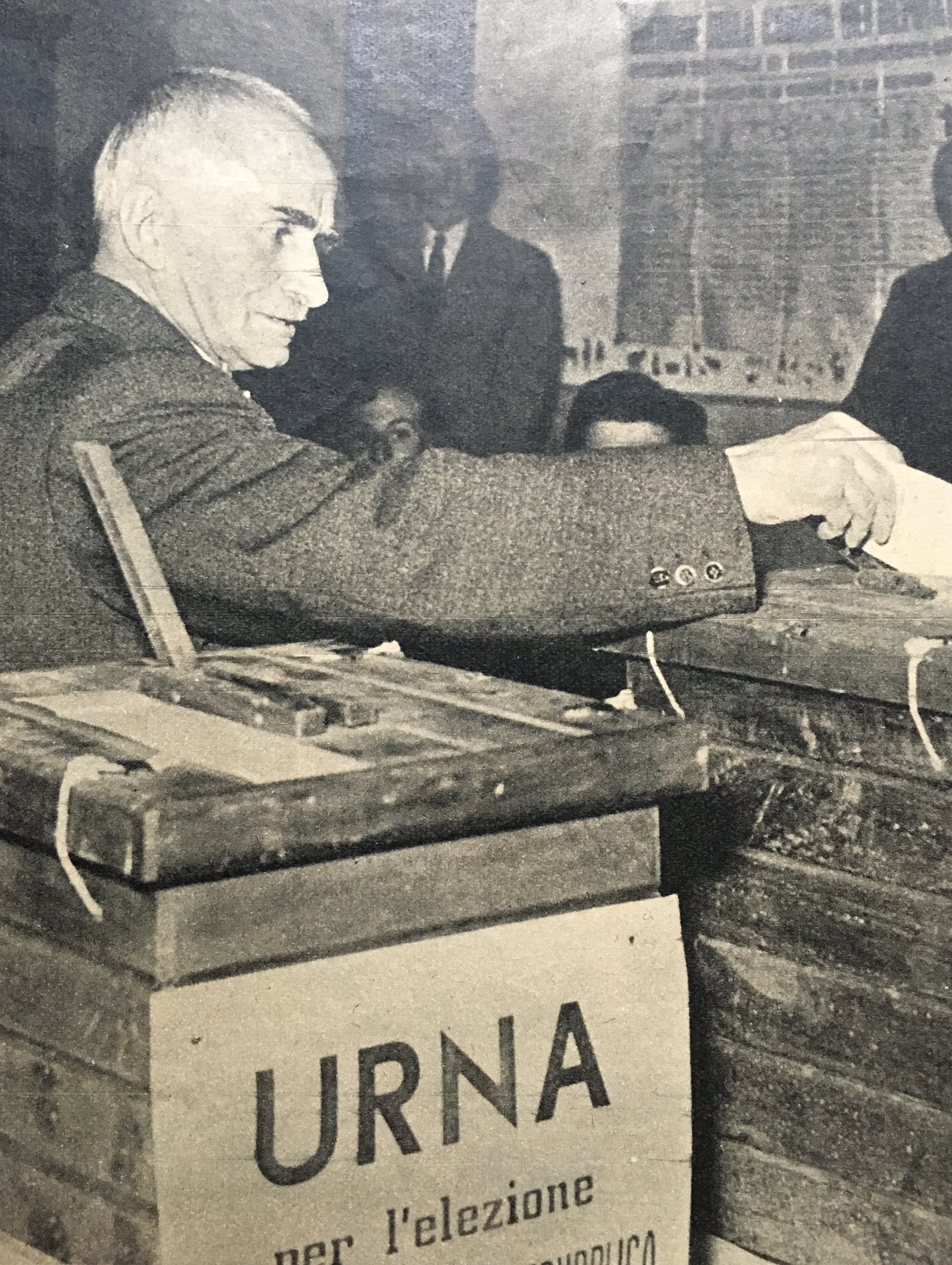
Einaudi vota a Dogliani nel 1953

Sino alla bocciatura parlamentare dell'ottavo governo De Gasperi (1953), Einaudi conferì sempre allo statista trentino l'incarico di presidente del Consiglio dei ministri, attenendosi all'espressione della maggioranza parlamentare uscita dal voto elettorale.
Dopo le dimissioni di De Gasperi, conferì l'incarico ad Attilio Piccioni, che ne era considerato l'erede naturale, ma anche questi fallì. Einaudi, allora, il 17 agosto 1953, conferì l'incarico a Giuseppe Pella, economista e più volte ministro dei dicasteri economici, senza che quest'ultimo fosse stato indicato dal partito di maggioranza relativa. Fu il primo "governo del Presidente" della storia costituzionale italiana: un governo, cioè, senza maggioranza precostituita, diretto da un politico scelto a discrezione del Capo dello Stato, tra i suoi uomini di fiducia.
Pella accettò l'incarico "senza riserva" e si presentò alle Camere con un documento programmatico di carattere amministrativo e contingente che ottenne il voto favorevole dei parlamentari democristiani e del Partito Nazionale Monarchico e l'astensione di gran parte dei socialisti; una maggioranza, quindi, per la prima volta "trasversale" rispetto agli schieramenti politici che si erano contrapposti alle ultime elezioni politiche. Era tale l’importanza che Einaudi attribuiva al tema della scelta dei ministri che, finita l'esperienza Pella, ne fece comunque oggetto di una nota, oltre a ripeterne i contenuti nel suo libro sull'esperienza quirinalizia, Lo scrittoio del Presidente.
Durante la sua presidenza, il 14 gennaio 1953, al Quirinale, alla presenza del cardinale Micara e di De Gasperi, impose la berretta cardinalizia a Monsignor Francesco Borgongini Duca, nunzio per l'Italia. Questa cerimonia era riservata per privilegio ad alcuni capi di Stato di nazioni cattoliche. La norma verrà abolita da Paolo VI, non solo a motivo di essere oramai superata ma anche della paura di possibili abusi nel caso ci fossero governi autoritari.

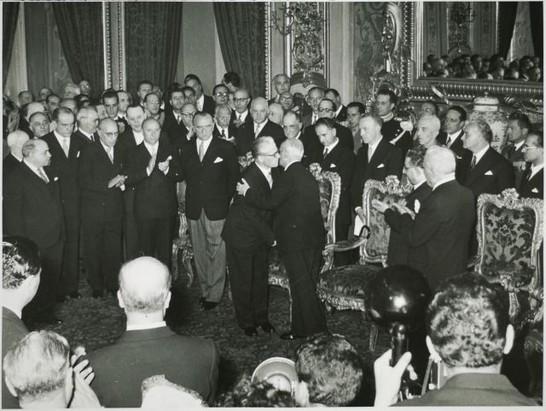
Congedo di Luigi Einaudi dal nuovo Presidente della Repubblica Giovanni Gronchi

Allo scadere del mandato, alcuni settori del Parlamento propendevano per la rielezione dell'ottantunenne presidente uscente. Al primo scrutinio delle elezioni presidenziali del 1955, Einaudi ottenne ben 120 voti, provenienti da uno schieramento trasversale comprendente laici e destre. Al secondo scrutinio i voti scesero a 80, poi a 61, ma risalirono a 70 al quarto scrutinio, che decretò l'elezione di Giovanni Gronchi a suo successore.

### Ultimi anni e morte
L'ex presidente della Repubblica tornò a sedere sui banchi del Senato come senatore di diritto, a norma della Costituzione.
Einaudi, cattolico, si spense a Roma il 30 ottobre 1961 e la salma venne tumulata nel cimitero di Dogliani il successivo 2 novembre.

## Pensiero politico

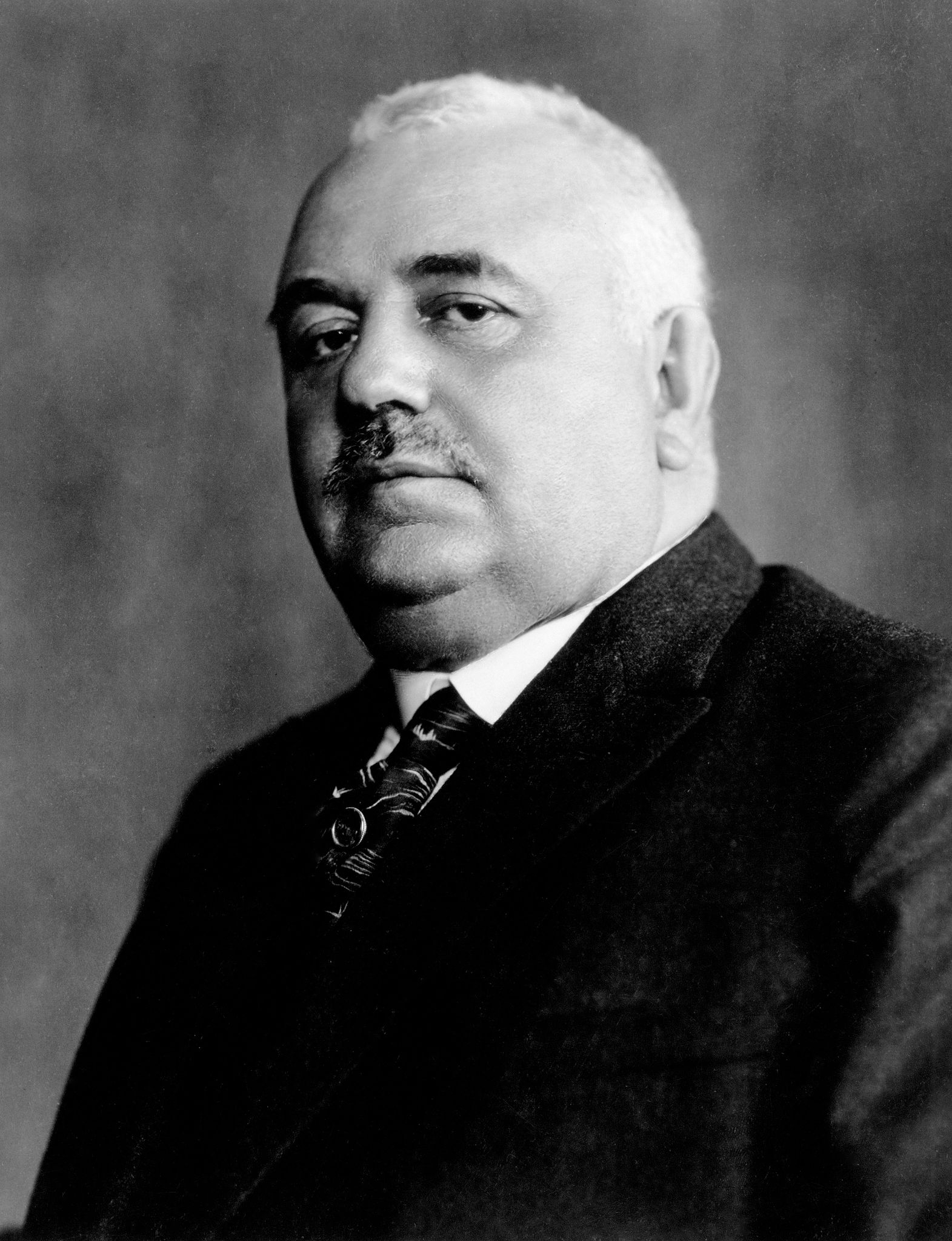
Francesco Saverio Nitti, economista e Presidente del Consiglio, col quale Einaudi fu spesso in disaccordo

Esponente del pensiero liberista e federalista europeo, Einaudi è convinto che il liberismo debba svilupparsi concretamente in tutti gli aspetti della vita politica, sociale ed economica di un uomo. Per questo era spesso in disaccordo con Francesco Saverio Nitti, tant'è che Einaudi si oppose al suo disegno di legge sulla monopolizzazione delle assicurazioni sulla vita che, poi, porterà alla nascita dell'INA.
Einaudi introduce alcune novità nella politica economica dei liberali italiani: a suo parere vi è una mutua implicazione tra liberalismo e liberismo, discostandosi in questo dalle teorie di Benedetto Croce, che preconizzava il liberalismo italiano come un atteggiamento innanzitutto morale. La parola liberismo infatti, in nessun'altra lingua, oltre a quella italiana, trova una traduzione che la distingua dal liberalismo, per differenziare le libertà economiche dalle libertà civili, attribuendo alle seconde un rango nettamente superiore alle prime. Contrariamente al Croce, Einaudi, pur riconoscendo questa distinzione, ne riduce le distanze affermando che le libertà civili e le libertà economiche siano reciprocamente dipendenti: ciascuna forma di libertà emerge solo in presenza delle altre.
Secondo Einaudi, il liberismo non è semplice economicismo. Rifacendosi ai classici anglosassoni del pensiero liberista (John Stuart Mill e John Locke su tutti), egli esalta l'individualità, la libertà d'iniziativa, il pragmatismo. La libertà funziona solamente laddove è esplicata nella sua completezza: un liberista "completo" è anche "liberale", perché tenta di applicare una reale corrispondenza tra ideale di libertà e società concretamente libera dal punto di vista economico e commerciale.
Secondo Einaudi, in un regime statalista la vita sociale ed economica è destinata alla stagnazione: l'individuo si perfeziona solo se è libero di realizzarsi come meglio crede; il liberalismo educa gli uomini perché insegna loro ad autorealizzarsi. La meritocrazia risulta strettamente connessa a un'economia di mercato: l'individuo più competente o creativo può rendere migliore l'azienda e quindi viene assunto. Einaudi stesso ha curato direttamente la conduzione della sua azienda agricola presso Dogliani, applicandovi le tecniche di coltivazione più moderne.

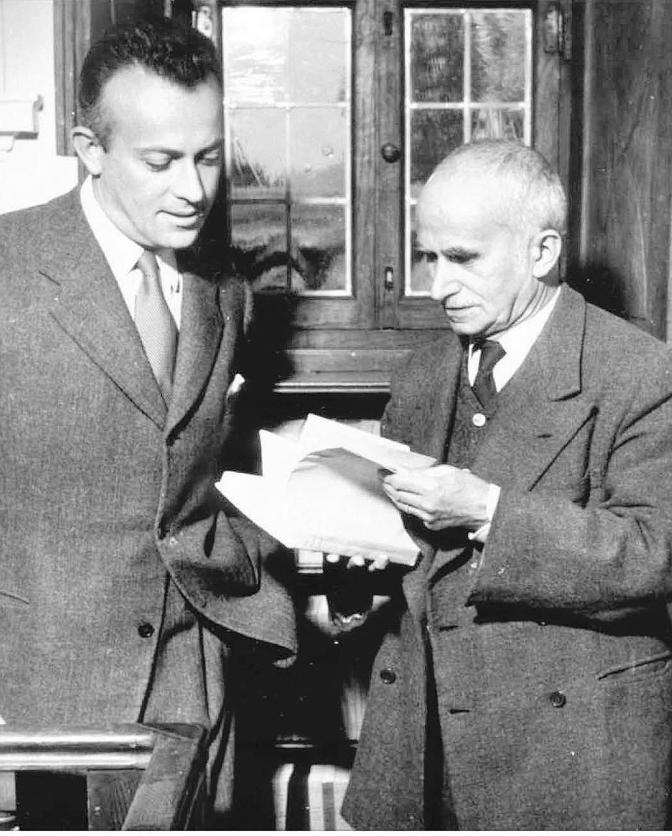
Luigi Einaudi in compagnia del figlio Giulio nel 1951

L'autorealizzazione può portare allo scontro tra individui con interessi concorrenti. Questo genere di lotta è però una lotta di progresso: gli uomini sono così costretti ad assumersi la responsabilità (guadagni e fallimenti) delle proprie imprese economiche, senza gravare su altri individui, come invece accade in uno Stato assistenziale. L'ideale liberale è un ideale in costante mutamento: può essere oggetto di critica perché nasce e si nutre di ideali concorrenti. Il liberalismo vive del contrasto.
Per Einaudi, con l'eccesso di statalismo si rischia di "impigrire" l'individuo. Portato a disinteressarsi e a non assumersi responsabilità, si lascerà "trasportare dalla corrente", accettando con fatalismo anche illegalità e cattivi servizi, percependoli come prassi. Il liberalismo, diversamente, è una pratica più dura, ma attraverso l'autorealizzazione riesce a responsabilizzare i cittadini.
Una società libera ha bisogno di istituzioni minime e basate sulla trasparenza, in modo che siano più vicine al cittadino e da lui facilmente utilizzabili o contestabili: federalismo e decentramento rispondono bene a queste esigenze; Einaudi punta a un federalismo europeo, con ciò a dire una sola politica economica, un forte esercito europeo in grado di tenere a bada le pressioni provenienti da oriente e in grado di confrontarsi paritariamente con gli USA. Einaudi non vuole la dissoluzione dei singoli Stati ma auspica una federazione europea dotata di varie libertà, soprattutto economiche.
L'eclettico imprenditore, umanista filantropo Angelo Dalle Molle, fondatore nel 1958 della rivista "La via aperta", ammiratore ed amico di Luigi Einaudi, scriverà dopo il 1961 un libro a ricordo dell'illustre economista (edito dalla sua rivista) dal titolo "Il maestro  dell'economia di domani" con interventi di Ludwig Erhard, Friedrich von Hayek, Henry Hazlitt, Ludwig Von Mises, Wilhelm Röpke, Jacques Rueff.

## Aneddoti
- Einaudi era claudicante e, per camminare, utilizzava il bastone. Quando il sottosegretario alla Presidenza del Consiglio, Giulio Andreotti, gli venne a offrire la candidatura, a nome del governo, l'uomo politico liberale, sorpreso e imbarazzato, pose il problema: "Ma come farò, zoppo come sono, a passare in rivista i picchetti d'onore?” Andreotti, tuttavia, riuscì a eludere la domanda e lo convinse ad accettare[26].
- Luigi Einaudi fu il primo Presidente della Repubblica a risiedere al Quirinale, in quanto il suo predecessore Enrico De Nicola aveva scelto come residenza Palazzo Giustiniani. Il giorno dell'insediamento del nuovo presidente, quindi, l'appartamento presidenziale era ancora come l'avevano lasciato gli ex sovrani, che dormivano in camere separate. Einaudi e la moglie Ida, allora, non volendo rinunciare alla loro intimità nemmeno per una notte, decisero di dormire in una stanza degli ospiti, accostando due letti. Quello matrimoniale sarebbe arrivato solo qualche giorno più tardi[33].
- La parsimonia e la lotta agli sprechi di Luigi Einaudi, dopo anni di esercizio della carica di Governatore della Banca d'Italia, erano proverbiali. Ennio Flaiano, invitato a pranzo insieme con la redazione de Il Mondo di Mario Pannunzio, raccontava che, giunti alla frutta, il Presidente vide, con sorpresa, che nell'enorme vassoio c'erano solo frutti molto grandi e chiese ai commensali: "Io prenderei una pera, ma sono troppo grandi. C'è nessuno che vuole dividerla con me?”[34]

## Opere
- Monografia economico-agraria del comune di Dogliani: proveniente dal Laboratorio di economia politica della R. Universita di Torino, Mondovì, Tipografia e libreria Issoglio, 1894.
- A favore dei contratti differenziali, Torino, Roux Frassati e c., 1896.
- La distribuzione della ricchezza nel Massachusetts, Bologna, Garagnani, 1897.
- Un principe mercante: studio sulla espansione coloniale italiana, Torino, Bocca, 1900.
- L'arbitrato industriale, Torino, Roux e Viarengo, 1903.
- Guida schematica per lo studio della scienza delle finanze: anno accademico 1902-1903 del chiar.mo prof. L. Einaudi, Torino, Tip. lit. Brandoni e Gili, 1903.
- Lezioni di economia e legislazione industriale: anno 1903-904 del chiarissimo prof. L. Einaudi, Torino, Lit. F. Gili, 1904.
- Lezioni di scienza delle finanze e diritto finanziario: anno scolastico 1903-904 del chiar. prof. Luigi Einaudi, Torino, Tip. lit F. Gili, 1904.
- Le entrate pubbliche dello Stato Sabaudo nei bilanci e nei conti dei Tesorieri durante la guerra di successione Spagnola, Torino, Stamperia Reale della ditta G.B. Paravia e C., 1907
- La finanza sabauda all'aprirsi del secolo XVIII e durante la guerra di successione spagnuola, Torino, Società tipografico-editrice nazionale, 1908.
- A proposito della Tripolitania: considerazioni economiche e finanziarie, Torino, Società tipografico-editrice nazionale, 1911.
- I fasti italiani degli aspiranti trivellatori della Tripolitania, Torino, Società tipografico-editrice nazionale, 1912.
- Preparazione morale e preparazione finanziaria, Collana Problemi italiani, Milano, Ravà e c., 1915.
- Corso di scienza della finanza tenuto dal Prof. Luigi Einaudi nella R. Università di Torino e nella Università commerciale L. Bocconi di Milano, Torino, La Riforma Sociale, 1916.
- Il problema della finanza post-bellica. Lezioni tenute all'Università commerciale Luigi Bocconi, Biblioteca di Scienze Economiche, Milano, Fratelli Treves, 1919.
- Prediche, Laterza, Bari, 1920.
- Lettere politiche di Junius[35], Bari, Laterza, 1920.
- Gli ideali di un economista, Collezione Quaderni della Voce serie IV N. 50-51, La Voce, 1921.
- La garanzia dei depositi bancari, Milano, Associazione Bancaria Italiana, 1922.
- Le lotte del lavoro, Torino, Piero Gobetti Editore, 1924; Introduzione di Paolo Spriano, Collana NUE n.140, Einaudi, 1972; Collana Edizioni Gobettiane, Edizioni di Storia e Letteratura, 2012, ISBN 978-88-63-72387-8.
- Il sistema tributario italiano, seconda edizione, La Riforma Sociale, 1933; Torino, Einaudi, 1939.
- G W J Bruins; Luigi Einaudi; Edwin Robert Anderson Seligman; Josiah Charles Stamp;, Report on Double Taxation submitted to the Financial Committee — Economic and Financial Commission Report by the Experts on Double Taxation - Document E.F.S.73. F.19 (April 5th 1923) — Volume 4 Section 1: League of Nations, 1923.League of Nations Economic and Financial Commission Nuovi saggi, Torino, Einaudi, 1936.
- Miti e paradossi della giustizia tributaria, Collana Opere di Luigi Einaudi: Scritti di Economia e di Finanza. IV, Torino, Einaudi, 1940.
- Saggi sul risparmio e l'imposta, Collana Opere di Luigi Einaudi: Scritti di Economia e di Finanza I, Einaudi, 1941-1965.
- La terra e l'imposta, Torino, Einaudi, 1942.
- Principii di scienza della finanza, Collezione di opere scientifiche di economia e finanza, Einaudi, Torino, 1945-1952.
- I problemi economici della federazione europea, Milano, La Fiaccola, 1945.
- L'imposta patrimoniale, Roma, Edizioni de «La città libera», 1946. [raccolta di articoli, usciti su rivista nel marzo 1946]
  -  L'imposta patrimoniale, Prefazione di Francesco Giavazzi, Collana Instant book, Milano, Chiarelettere, 2011, ISBN 978-88-619-0243-5. - Introduzione di Mario Ricciardi, Collana Biblioteca, Chiarelettere, Milano, 2021, ISBN 978-88-329-6442-4.
- La guerra e l'Unità europea, Edizioni di Comunità, Milano, 1948-1953.
- Lezioni di politica sociale, Edizioni scientifiche Einaudi, Torino, 1949-1958; nota introduttiva di Federico Caffè, Collana NUE n.43, Einaudi, 1964; Introduzione di Michele Salvati, Collana Biblioteca n.177, Einaudi, 2004, ISBN 978-88-06-16936-7.
- Saggi bibliografici e storici intorno alle dottrine economiche, Roma, Edizioni di Storia e Letteratura, 1953.
- Il Buongoverno. Saggi di economia e politica. (1897-1954), a cura di Ernesto Rossi, Bari, Laterza, I ed. 1955; Prefazione di Eugenio Scalfari, Collezione Storica, Laterza, Roma, 2004, ISBN 978-88-42-07452-6; Biblioteca Storica, Laterza, 2012, ISBN 978-88-42-09926-0.
- Lo scrittoio del Presidente: 1948-1955, Collana Opere di Luigi Einaudi, Torino, Einaudi, 1956.
- Prediche inutili, pubblicate in 6 dispense dal dicembre 1955 al gennaio 1959, poi in volume nella Collezione Opere di Luigi Einaudi, Einaudi, Torino, 1959; Nota introduttiva di Leo Valiani, Collana Gli struzzi n.56, Einaudi, 1974.
- Cronache economiche e politiche di un trentennio. Volume primo: 1893-1902, Einaudi, Torino, 1959.
- Cronache economiche e politiche di un trentennio. Volume secondo: 1903-1909, Einaudi, Torino, 1959.
- Cronache economiche e politiche di un trentennio. Volume terzo: 1910-1914, Einaudi, Torino, 1960.
- Cronache economiche e politiche di un trentennio. Volume quarto: 1914-1918, Einaudi, Torino, 1961.
- Cronache economiche e politiche di un trentennio. Volume quinto: 1919-1920, Einaudi, Torino, 1961.
- Cronache economiche e politiche di un trentennio. Volume sesto: 1921-1922, Einaudi, Torino, 1963.
- Cronache economiche e politiche di un trentennio. Volume settimo: 1923-1924, Einaudi, Torino, 1965.
- Cronache economiche e politiche di un trentennio. Volume ottavo: 1925, Einaudi, Torino, 1965.
- Scritti economici, storici e civili, a cura di Ruggiero Romano, Collana I Meridiani, Milano, A. Mondadori, 1973.
- Giornali e giornalisti, scritti di Luigi Einaudi giornalista nel centenario della nascita, Sansoni, Firenze, 1974.
- Interventi e Relazioni parlamentari (vol.I: Senato del Regno, 1919-1922; vol.II: Dalla Consulta Nazionale al Senato della Repubblica, 1945-1948), Torino, Fondazione Einaudi, 1980-1982.
- Scritti di Luigi Einaudi nel centenario della nascita, Regione Emilia-Romagna. Comitato per le celebrazioni, Firenze, Sansoni, 1975. [edizione fuori commercio]
- Le prediche della domenica (ovverosia compendio elementare di economia politica), Presentazione di Guido Carli, Collana Gli struzzi n.312, Einaudi, Torino, 1987, ISBN 978-88-06-59420-6.
- Pagine doglianesi, 1988.
- Il mestiere della moneta, a cura di Rossana Villani, Introduzione di Mario Monti, Torino, UTET, 1990.
- Diario 1945-1947, a cura di Paolo Soddu, Collana Storica della Banca d'Italia, Laterza, Roma-Bari, 1993.
- La difficile arte del banchiere, a cura di Rossana Villani, Introduzione di Antonio Fazio, Torino, UTET, 1993, ISBN 978-88-775-0240-7. - Prefazione di A. Patuelli e M. Sella, Postfazione di Ignazio Visco, Collana Storia e Società, Laterza, Roma, 2016, ISBN 978-88-581-2575-5.
- Memorandum, a cura di Giuseppe Berta con un saggio di Norberto Bobbio, Collana I grilli, Venezia, Marsilio, 1994, ISBN 978-88-3175-843-7.
- Diario dell'esilio, 1943-1944. A cura di Paolo Soddu. Prefazione di Alessandro Galante Garrone, Collana Gli struzzi, Einaudi, Torino, 1997, ISBN 978-88-06-13961-2.
- Riflessioni di un liberale sulla democrazia, 1943-1947, A cura di Paolo Soddu, Firenze, Olschki, 2001, ISBN 978-88-222-5037-7.
- Il padre dei fratelli Cervi, con un messaggio di Carlo Azeglio Ciampi, Roma, Nottetempo, 2004, ISBN 978-88-745-2043-5.
- Considerazioni finali della Banca d'Italia, A cura di Piero Barucci, Treves Editore, 2008.
- La libertà della scuola, a cura di G. Desiderio, Macerata, Liberilibri, 2009, ISBN 978-88-954-8145-6.
- In lode del profitto e altri scritti, a cura di Attilio Giordano, IBL Libri, 2011, ISBN 978-88-644-0045-7.
- Luigi Einaudi e il Corriere della Sera, 1894-1925. Tomi I-II, a cura di Marzio Achille Romani, con saggi di M.A. Romani, G. Berta e G. Pavanelli, Milano, Fondazione Corriere della Sera, 2012, ISBN 978-88-968-2019-3.
- Il mio piano non è quello di Keynes. Moneta, deficit e crisi, Rubbettino, 2012, ISBN 978-88-498-3421-5.
- Memoriale per stabilire le regole generali per l'amministrazione di un'azienda agricola a vigneto nelle Langhe, Torino, Aragno, 2013, ISBN 978-88-841-9599-9.
- Il paradosso della concorrenza, a cura di Alberto Giordano, Rubbettino, 2014, ISBN 978-88-498-4246-3.
- (EN) On Abstract and Historical Hypotheses and on Value judgments in Economic Sciences, Critical Editon, with an Introduction and Afterword by Paolo Silvestri, London - New York, Routledge, 2017.

### Attività pubblicistica
Per decenni, Einaudi scrisse abbondantemente articoli sui giornali: per il principale quotidiano di Torino, La Stampa, e dal 1903 per il Corriere della Sera, diretto da Luigi Albertini, per il quale vergherà 2 744 pezzi, tra articoli ed editoriali. Lasciò l'attività giornalistica nel 1926, a causa dell'instaurazione della dittatura fascista di Mussolini, non accettando l'estromissione dei fratelli Albertini dalla proprietà: non poteva continuare a collaborare con «uomini con cui non si condividono ideali e sentimenti». Fu però corrispondente finanziario ed economico del settimanale The Economist e diresse la rivista La Riforma Sociale dal 1900 al 1935 e la Rivista di Storia Economica dal 1936 al 1943.
Fu autore di numerose pubblicazioni scientifiche, soprattutto nelle materie economiche, alcune delle quali sono state tradotte nelle principali lingue straniere. Tra le opere pubblicate dopo la fine del mandato presidenziale ha molto successo il volume di ricordi Lo scrittoio del Presidente.
Fino ai primi di ottobre del 1961, a solo poche settimane prima della sua scomparsa, Il Corriere della Sera pubblica i suoi articoli nella rubrica Le prediche della domenica.

### Articoli in rete
- La Società delle Nazioni è un ideale possibile? (Corriere della Sera, 5 gennaio 1918), su iisf.it.
- Tracotanze protezionistiche (Corriere della Sera, 12 novembre 1919), su polyarchy.org.
- Via il Prefetto (Gazzetta ticinese, 17 luglio 1944), su polyarchy.org.
- Contro la proporzionale (Gazzetta ticinese, 4 novembre 1944,), su nuovorealismo.it. URL consultato il 19 maggio 2009 (archiviato dall'url originale il 15 maggio 2006).

## Attività accademica
Einaudi fu membro di numerose accademie, italiane e internazionali:
Italiane
- socio e Vicepresidente della Accademia dei Lincei;
- socio della Accademia delle Scienze di Torino;
- membro del Consiglio Direttivo dell'Istituto Italiano per gli Studi Storici fondato da Benedetto Croce.

Internazionali
- socio dell'«Institut International de Statistique» de L'Aia, dell'«Econometric Society» di Chicago, dell'American Academy of Political and Social Science di Filadelfia;
- socio onorario dell'American Academy of Arts and Sciences di Boston, dell'«American Economic Association», della «Economic History Association» di New York;
- Presidente onorario della International Economic Association;
- socio corrispondente della «Société d'Économie Politique» di Parigi;
- Vice Presidente della «Economic History Society» di Cambridge;
- socio corrispondente del «Cobden Club» di Londra e della «Österreichische Akademie der Wissenschaften» di Vienna.

Gli sono state conferite le lauree "honoris causa" dall'Università di Oxford, dall'Università di Parigi, dall'Università di Trieste e dall'Università di Algeri.

## Onorificenze

### Onorificenze italiane
Nella sua qualità di Presidente della Repubblica italiana è stato, dal 12 maggio 1948 all'11 maggio 1955:
Personalmente è stato insignito di:

## Intitolazioni
A Luigi Einaudi è intitolato l'omonimo campus dell'Università degli Studi di Torino, progettato da Norman Foster.